# Вечірня школа (гурт)
Вечірня школа — український поп-гурт, заснований 1989 року телеведучим Дмитром Акімовим та композитором Костянтином Осауленком. Основними учасниками, солістами і авторами пісень були Роман Богорош та Олексій Істомін. Гурт став популярним серед підлітків після виходу першого магнітоальбому з хітами «День народження Наташі» та «Третій зайвий», записаних у стилістиці популяроного у ті часи гурту «Ласковый май».
Згодом Костянтин Осауленко залишив проект, зосередившись на співпраці із Русею, його місце зайняв аранжувальник Олег Пекаровський. Під продюсуванням Дмитра Акімова гурт змінив назву на «Вечірня поп-школа» і поповнився новими солістками (Сана — Оксана Дегтяр, Яринка). Були випущені кліпи «Тато», «Місячний принц», «Зоряний лицар», «Не знаю, що сталось зі мною». У 1991 році його солістки зайнялись сольною кар'єрою, Яринка записала пісня «Літня ніч» та «Забава», Сана «Гуд бай» та «Киценя». Учасники гурту Роман Богорош та Олексій Істомін відновили первісну назву «Вечірня школа» і почали співпрацю із студією Миколи Павліва «Канікули». 1992 року дует записав вінілову платівку в стилі євро-диско «Самотній дощ», яка була видана на «Аудіо Україна».
Співпраця із Миколою Павлівим та поетом Анатолієм Матвійчуком під продюсуванням Олега Красиловського призвела до виходу у 1994 році на студії НАК магнітоальбому «Безглуздя». Автором віршів став Анатолій Матвійчук, музика Романа Богороша. Альбом містив хіти «СНІД», «Дай мільйон», «Банзай», «Маямі».
У 1994 для поїздки у США і запису нового матеріалу у Нью-Йорку гурт бере назву «Night College». 1995 року компанія IК-рекордз випускає альбом гурту, який отримав назву за головним треком «Талалай». Під час перебування у США гурт розпався, Олексій Істомін одружився з американкою і залишився у США. Роман Богорош повернувся в Україну і працював аранжувальником і автором пісень для багатьох відомих українських виконавців, серед яких Каріна Плай, Ірина Білик, Таїсія Повалій. Був композитором і саундпродюсером фільмів, серед яких Оранжлав.
Після поїздки у США гурт остаточно розпався. 1996 року його продюсер Олег Красиловський випустив на студії "IК-рекордз" аудіокасету "Найкращі Hits". До неї увійшли як найбільш ранні твори, так і останні радіомікси, записані у США.

## Дискографія
- День народження Наташі. Аудіокасета. (1990)
- Самотній дощ. Вінілова платівка. Ауді-Україна. (1992)
- Безглуздя. Аудіокасета. НАК. (1994)
- Талалай
- Найкращі Hits. (1996).
- Пісня з альбому Безглуздя https://youtu.be/drC1nT2P5Rc
- Альбом Я не скажу https://youtu.be/Yxzw8mJxPRE